# NGC 4486A
NGC 4486A는 처녀자리에 위치한 처녀자리 A 은하(M87, NGC 4486)의 위성 은하이다.

## 같이 보기
- 위성 은하